# Suarius mongolicus
Suarius mongolicus is een insect uit de familie van de gaasvliegen (Chrysopidae), die tot de orde netvleugeligen (Neuroptera) behoort. 
Suarius mongolicus is voor het eerst wetenschappelijk beschreven door Tjeder in 1936.